# Jamie Bynoe-Gittens
Jamie Jermaine Bynoe-Gittens (Londra, 8 agosto 2004) è un calciatore inglese, attaccante del Chelsea e della nazionale Under-21 inglese.

## Biografia
È nato a Londra da genitori barbadiani.

## Carriera

### Club
È cresciuto nei settori giovanili del Reading e del Manchester City. Successivamente si è trasferito al Borussia Dortmund, con cui ha giocato due stagioni nella formazione Under-19.
Il 16 aprile 2022 ha esordito con i gialloneri nella partita di campionato vinta 6-1 contro il Wolfsburg.
Il 12 agosto 2022, ha segnato il suo primo gol da professionista, nella vittoria per 3-1 sul Friburgo. Il 16 agosto, ha rinnovato il suo contratto fino al 2025.
Il 5 luglio 2025 passa al Chelsea firmando un contratto valido fino al 2032.

### Nazionale
Ha giocato nelle nazionali giovanili inglesi Under-15, Under-16, Under-18, Under-19 ed Under-21.

## Statistiche

### Presenze e reti nei club
Statistiche aggiornate al 6 luglio 2025
| Stagione        | Squadra           | Campionato      | Campionato | Campionato | Coppe nazionali | Coppe nazionali | Coppe nazionali | Coppe continentali | Coppe continentali | Coppe continentali | Altre coppe | Altre coppe | Altre coppe | Totale | Totale |
| Stagione        | Squadra           | Comp            | Pres       | Reti       | Comp            | Pres            | Reti            | Comp               | Pres               | Reti               | Comp        | Pres        | Reti        | Pres   | Reti   |
| --------------- | ----------------- | --------------- | ---------- | ---------- | --------------- | --------------- | --------------- | ------------------ | ------------------ | ------------------ | ----------- | ----------- | ----------- | ------ | ------ |
| 2021-2022       | Borussia Dortmund | BL              | 4          | 0          | CG              | -               | -               | UCL+UEL            | -                  | -                  | SG          | -           | -           | 4      | 0      |
| 2022-2023       | Borussia Dortmund | BL              | 15         | 3          | CG              | 3               | 0               | UCL                | 2                  | 0                  | -           | -           | -           | 20     | 3      |
| 2023-2024       | Borussia Dortmund | BL              | 25         | 1          | CG              | 2               | 0               | UCL                | 6                  | 1                  | -           | -           | -           | 33     | 2      |
| 2024-2025       | Borussia Dortmund | BL              | 32         | 8          | CG              | 2               | 0               | UCL                | 14                 | 4                  | Cmc         | 1           | 0           | 49     | 12     |
| Totale carriera | Totale carriera   | Totale carriera | 76         | 12         |                 | 7               | 0               |                    | 22                 | 5                  |             | 1           | 0           | 106    | 17     |